# جون ويليام روس
جون ويليام روس (بالإنجليزية: John William Ross)‏ هو قاضي ومحامي أمريكي، ولد في 9 مارس 1878، وتوفي في 9 يوليو 1925.